# Astana Pro Team/Saison 2014
Dieser Artikel listet Erfolge und Fahrer des Radsportteams Astana in der Saison 2014 auf.

## Erfolge in der UCI WorldTour
In der Saison 2014 gelangen dem Team nachstehende Erfolge in der UCI WorldTour.
| Datum         | Rennen                               | Sieger          |
| ------------- | ------------------------------------ | --------------- |
| 30. März      | 7. Etappe Volta Ciclista a Catalunya | Lieuwe Westra   |
| 25. Mai       | 15. Etappe Giro d’Italia             | Fabio Aru       |
| 14. Juni      | 7. Etappe Critérium du Dauphiné      | Lieuwe Westra   |
| 6. Juli       | 2. Etappe Tour de France             | Vincenzo Nibali |
| 14. Juli      | Tour de France                       | Vincenzo Nibali |
| 18. Juli      | 13. Etappe Tour de France            | Vincenzo Nibali |
| 24. Juli      | 18. Etappe Tour de France            | Vincenzo Nibali |
| 5.–27. Juli   | Gesamtwertung Tour de France         | Vincenzo Nibali |
| 11. August    | 1. Etappe Eneco Tour                 | Andrea Guardini |
| 3. September  | 11. Etappe Vuelta a España           | Fabio Aru       |
| 11. September | 18. Etappe Vuelta a España           | Fabio Aru       |

## Erfolge in der UCI Asia Tour
In der Saison 2014 gelangen dem Team nachstehende Erfolge in der UCI Asia Tour.
| Datum       | Rennen                      | Kat. | Sieger          |
| ----------- | --------------------------- | ---- | --------------- |
| 1. März     | 3. Etappe Tour de Langkawi  | 2.HC | Andrea Guardini |
| 8. März     | 10. Etappe Tour de Langkawi | 2.HC | Andrea Guardini |
| 5. Oktober  | Tour of Almaty              | 1.1  | Alexei Luzenko  |
| 22. Oktober | 3. Etappe Tour of Hainan    | 2.HC | Arman Kamyschew |

## Erfolge in der UCI Europe Tour
In der Saison 2014 gelangen dem Team nachstehende Erfolge in der UCI Europe Tour.
| Datum     | Rennen                                       | Kat. | Fahrer          |
| --------- | -------------------------------------------- | ---- | --------------- |
| 25. April | 4. Etappe Giro del Trentino                  | 2.HC | Mikel Landa     |
| 25. Juni  | Kasachische Meisterschaft – Einzelzeitfahren | CN   | Daniil Fominych |
| 28. Juni  | Italienische Meisterschaft – Straßenrennen   | CN   | Vincenzo Nibali |
| 7. August | 2. Etappe Post Danmark Rundt                 | 2.HC | Andrea Guardini |
| 9. August | 4. Etappe Post Danmark Rundt                 | 2.HC | Andrea Guardini |
| 9. August | 5. Etappe Post Danmark Rundt (EZF)           | 2.HC | Alexei Luzenko  |

## Zugänge – Abgänge
| Zugänge           | Team 2013               | Abgänge              | Team 2014           |
| ----------------- | ----------------------- | -------------------- | ------------------- |
| Walentin Iglinski | AG2R La Mondiale        | Jegor Silin          | Team Katusha        |
| Mikel Landa       | Euskaltel Euskadi       | Simone Ponzi         | Neri Sottoli        |
| Michele Scarponi  | Lampre-Merida           | Kevin Seeldraeyers   | Wanty-Groupe Gobert |
| Lieuwe Westra     | Vacansoleil-DCM         | Assan Basajew        | Karriereende        |
| Daniil Fominych   | Continental Team Astana | Andrei Kaschetschkin | Karriereende        |

## Mannschaft
| Name                  | Geburtstag           | Nationalität       |              |
| --------------------- | -------------------- | ------------------ | ------------ |
| Valerio Agnoli        | 6. Januar 1985       | Italien            |              |
| Fabio Aru             | 3. Juli 1990         | Italien            |              |
| Borut Božič           | 8. August 1980       | Slowenien          |              |
| Janez Brajkovič       | 18. Dezember 1983    | Slowenien          |              |
| Alexander Djatschenko | 17. Oktober 1983     | Kasachstan         |              |
| Daniil Fominych       | 28. August 1991      | Kasachstan         |              |
| Jakob Fuglsang        | 22. März 1985        | Dänemark           |              |
| Enrico Gasparotto     | 22. März 1982        | Italien            |              |
| Francesco Gavazzi     | 1. August 1984       | Italien            |              |
| Dmitri Grusdew        | 13. März 1986        | Kasachstan         |              |
| Andrea Guardini       | 12. Juni 1989        | Italien            |              |
| Jacopo Guarnieri      | 14. August 1987      | Italien            |              |
| Andrij Hrywko         | 7. August 1983       | Ukraine            |              |
| Evan Huffman          | 7. Januar 1990       | Vereinigte Staaten |              |
| Maxim Iglinski 1      | 18. April 1981       | Kasachstan         |              |
| Walentin Iglinski 1   | 12. Mai 1984         | Kasachstan         |              |
| Arman Kamyschew       | 14. März 1991        | Kasachstan         |              |
| Tanel Kangert         | 11. März 1987        | Estland            |              |
| Fredrik Kessiakoff    | 17. Mai 1980         | Schweden           |              |
| Mikel Landa           | 13. Dezember 1989    | Spanien            |              |
| Alexei Luzenko        | 7. September 1992    | Kasachstan         |              |
| Dmitri Murawjew       | 2. November 1979     | Kasachstan         |              |
| Vincenzo Nibali       | 14. November 1984    | Italien            |              |
| Michele Scarponi      | 25. September 1979   | Italien            |              |
| Andrei Seiz           | 14. Dezember 1986    | Kasachstan         |              |
| Paolo Tiralongo       | 8. Juli 1977         | Italien            |              |
| Ruslan Tleubajew      | 7. März 1987         | Kasachstan         |              |
| Alessandro Vanotti    | 16. September 1980   | Italien            |              |
| Lieuwe Westra         | 11. September 1982   | Niederlande        |              |
| Stagiaires            | Stagiaires           | Nationalität       | Nationalität |
| Maqsat Ajasbajew      | Maqsat Ajasbajew     | Kasachstan         |              |
| Ilja Dawidenok        | Ilja Dawidenok       | Kasachstan         |              |
| Baqtijar Qoschatajew  | Baqtijar Qoschatajew | Kasachstan         |              |